# Ernst Hermann Schlichting
Ernst Hermann Schlichting (* 15. Mai 1812 in Reval, Gouvernement Estland, Russisches Kaiserreich; † 20. Mai 1890 in Dresden, Königreich Sachsen) war ein deutsch-baltischer Porträt-, Genre- und Landschaftsmaler sowie Lithograf.

## Leben

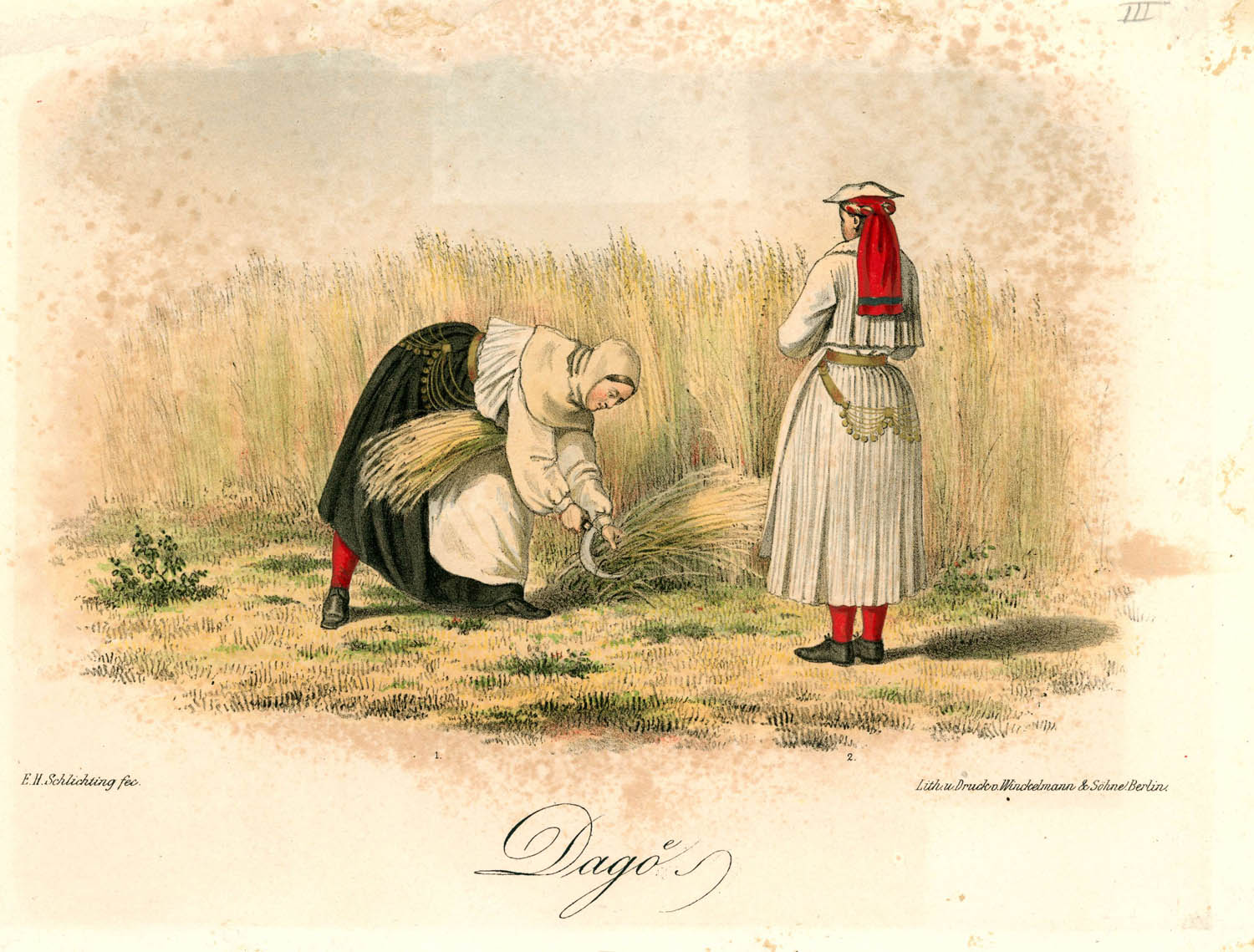
Volkstracht auf Dagö

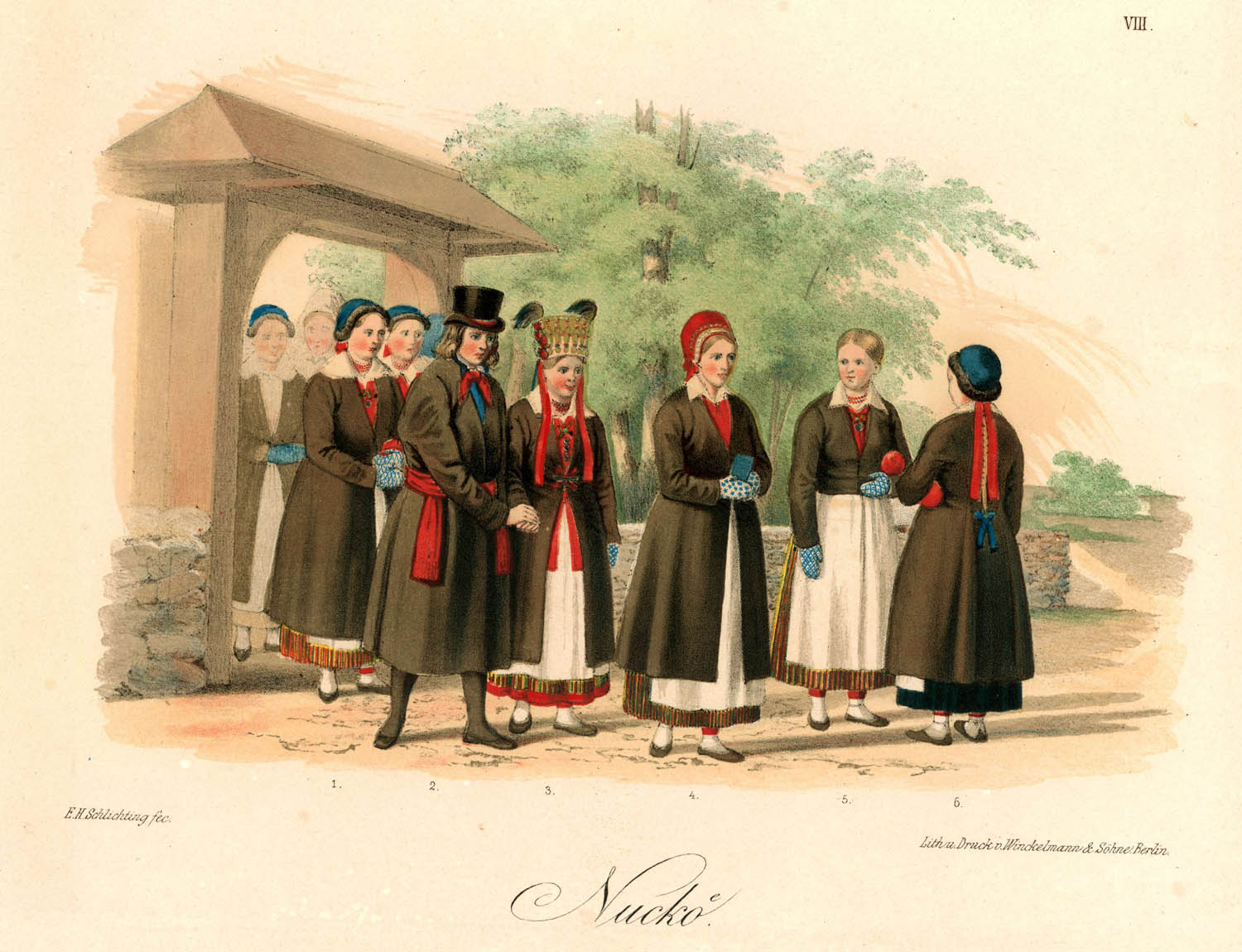
Volkstracht in Nuckö

Schlichting, Sohn des Kaufmanns und Dorpater Justizbürgermeisters Christian Schlichting, besuchte in den Jahren 1827 bis 1831 das Dorpater Gymnasium. An der Zeichenschule der Kaiserlichen Universität Dorpat erhielt er Kunstunterricht von Karl August Senff. Außerdem besuchte er die Kaiserliche Kunstakademie Sankt Petersburg sowie in den Jahren 1834 bis 1838/1839 die Kunstakademie Düsseldorf, wo Theodor Hildebrandt sein Lehrer war. In Düsseldorf wurde er später Mitglied des Künstlervereins Malkasten. 1839 ging er nach Riga, ab Ende der 1840er Jahre lebte er als Porträtist in Reval. 1842 schuf er das Genrebild Livländische Bauernhochzeit, eines seiner Hauptwerke, das sich im Besitz des Estnischen Kunstmuseums befindet. 1845 verlieh ihm die Kunstakademie Sankt Petersburg den Titel eines „freien Künstlers“. Ab 1850 arbeitete er an der Ritter- und Domschule zu Reval als Kunstlehrer. Schlichting unternahm Studienreisen nach Finnland, Schweden, Norwegen und Deutschland. 1854 erschien in Leipzig sein ethnografisches Werk Trachten der Schweden an den Küsten Estlands und auf Runö, das er mit Lithografien illustriert hatte. Schlichtings Schwester Wilhelmine (* um 1810) war ebenfalls Malerin; sie verstarb 1888 in Dresden.